# Dimităr Angelov
Dimităr Angelov (in bulgaro Димитър Ангелов?; Jambol, 25 agosto 1979) è un ex cestista e allenatore di pallacanestro bulgaro.

## Carriera
Con la Bulgaria ha disputato due edizioni dei Campionati europei (2005, 2009).

## Palmarès
- Coppa di Bulgaria: 1

CSKA Sofia: 2005
- FIBA Europe Champions Cup: 1

Aris Salonicco: 2002-03
- Lega Balcanica: 1

Levski Sofia: 2013-14
- Campione di Bulgaria (2002, 2009)